# Palpada signata
Palpada signata är en tvåvingeart som beskrevs av Lagrange 1987. Palpada signata ingår i släktet Palpada och familjen blomflugor. Inga underarter finns listade i Catalogue of Life.